# Бербелей
Бербелей (рум. Bărbălăi) — село у повіті Олт в Румунії. Входить до складу комуни Тетулешть.
Село розташоване на відстані 120 км на захід від Бухареста, 31 км на північний схід від Слатіни, 72 км на північний схід від Крайови, 136 км на південний захід від Брашова.

## Населення
За даними перепису населення 2002 року у селі проживали 172 особи, усі — румуни. Усі жителі села рідною мовою назвали румунську.